# Aunts, Too Many!
Aunts, Too Many! è un cortometraggio muto del 1913 diretto da Edward Dillon che ne è anche interprete insieme a Gertrude Bambrick e a Gus Pixley.

## Produzione
Il film fu prodotto dalla Biograph Company.

## Distribuzione
Distribuito dalla General Film Company, il film - un cortometraggio di 153,9 metri - uscì nelle sale cinematografiche USA il 13 ottobre 1913. Nelle proiezioni, veniva programmato con il sistema dello split reel, accorpato in un'unica bobina con un altro cortometraggio prodotto dalla Biograph, la commedia McGann and His Octette.